# Земанек, Вилем
Вилем Земанек (чеш. Vilém Zemánek; 9 мая 1875, Прага — 8 июня 1922, Прага) — чешский дирижёр.
Сын раввина Эмануэля Земанека (1844—1920). Был воспитан в немецкой культуре, окончил медицинский факультет Немецкого университета в Праге. Затем решил посвятить себя музыке, учился игре на фортепиано у Фридриха Ребока, затем в Вене изучал дирижирование у Йозефа Шалька и Фердинанда Лёве и музыковедение у Гвидо Адлера.
В 1900—1901 гг. дирижёр городского театра в Эльберфельде, в 1901—1902 гг. работал в Риге. 20 ноября 1902 г. дирижировал гастрольным концертом Чешского филармонического оркестра в Риге и на волне успеха этого выступления был приглашён со следующего года возглавить оркестр. Руководя коллективом на протяжении 15 лет, продемонстрировал незаурядные организаторские способности, преодолев угрожавшие оркестру финансовые проблемы и сложности Первой мировой войны. Гастролировал с оркестром в Петрограде и Павловске (1904) и в Варшаве (1905, 1909). Поддерживал молодых чешских композиторов, дирижировал, в частности, премьерами Словацкой сюиты Витезслава Новака (1906), сюиты до минор Отакара Острчила (1914) и др. Предполагалось также, что Земанек будет дирижировать премьерой симфонической поэмы Леоша Яначека «Дитя бродячего музыканта» (1913), которая была опубликована с посвящением ему, однако после единственной репетиции этот план расстроился, премьерой позднее дирижировал Острчил, а посвящение Яначек при переиздании поэмы убрал. В апреле 1918 г. был отправлен в отставку в связи с нараставшими конфликтами в оркестре.
В последние годы жизни занимался организацией различных музыкальных мероприятий. Переложил для клавира ряд симфонических и камерных произведений чешских авторов, редактировал издание сочинений Бедржиха Сметаны. Завершил оркестровку «Библейских песен» Антонина Дворжака (сам композитор оркестровал только 5 песен из 10).